# Arthur Aron
Arthur Aron (* 2. Juli 1945 in Stony Brook, New York, Vereinigte Staaten) ist ein Professor für Psychologie an der State University of New York in Stony Brook. Er ist vor allem für seine Forschungen über Intimität in zwischenmenschlichen Beziehungen und die Entwicklung des Selbstexpansionmodells der Motivation in engen Beziehungen bekannt.

## Leben
Arthur Aron erhielt 1967 den Bachelor in Psychologie und Philosophie und 1968 einen Master in Sozialpsychologie jeweils von der University of California in Berkeley verliehen. 1970 promovierte er bei AJ Arrowood zum PhD in Sozialpsychologie an der University of Toronto.
In seiner Arbeit konzentrierte er sich auf die Herstellung und Aufrechterhaltung von Freundschaft und Intimität in zwischenmenschlichen Beziehungen. Er entwickelte das Selbstexpansionmodell enger Beziehungen. Darin postuliert er, dass eine der Motivationen für die Herstellung von engen Beziehungen ist, das eigene Ich zu expandieren oder persönliches Wachstum und Entwicklung.

## Privatleben
Aron ist mit der Psychologin Elaine Aron verheiratet.